# 厚別區
厚別区（日语：／ Atsubetsu ku */?）是位于札幌市東部的一区；於1989年，將原白石區轄區內厚別川以東的地區分出設立，轄區北部為平原，南部為丘陵，東側為野幌森林公園。為札幌市中面積最小的一區。
名稱被認為源自阿伊努語的「has-pet」或「has-us-pet」（意思為在灌木叢中流動的河川），或是「at-pet」（意思為魚產豐富的河川）。

## 歷史
1883年來自信濃（現在的長野縣）的移民成為最早進入此地區的和人開墾者，也因此至今仍可見到部分與「信濃」相關之地名。
最初屬於白石村，於1950年隨白石村一同被併入札幌市，並在札幌市成為政令指定都市後屬於白石區，直到1989年11月6日獨自設置為厚別區。
以新札幌車站為中心，JR北海道千歲線，函舘本線，國道12號線，國道274號線以及道央自動車道貫穿本區，是通往北海道北部和東北部的交通要沖。東部的紅葉團地是僅次於手稻區前田團地的中國人殘留孤兒聚居地。